# Emmanuel Mwape
Emmanuel Mwape   (Luanshya, 6 d'octubre de 1950 - Chingola, 8 d'abril de 1991) és un exfutbolista zambià de la dècada de 1970.
Fou internacional amb la selecció de futbol de Zàmbia.
Pel que fa a clubs, destacà a Roan United i Rokana United.